# Adhémar Robert
Adhémar Robert (falecido em 1º de dezembro de 1352 em Avinhão, na França) foi um cardeal francês da Igreja Católica e parente por parte de mãe do Papa Clemente VI.

## Biografia
Nascido em data desconhecida no Castelo de Ligneyrac, em Limousin, era filho de Aimar II Roberto, Visconde de Saint-Jal. Sua primeira educação religiosa foi dada a ele por seu irmão mais velho, Bertrand, bispo de Montauban. Ele continuou seus estudos até se tornar doutor em direito civil e canônico.
Esta formação o permitiu ocupar todas as funções eclesiásticas a que foi chamado. Foi primeiro auditor do Cardeal Gaillard de la Motte, depois Tabelião Apostólico e, finalmente, auditor no Tribunal da Rota Romana por volta de 1330.
Em 20 de setembro de 1342, Papa Clemente VI o nomeou cardeal com o título cardinalício de Santa Anastácia. O pontífice concedeu-lhe algumas prebendas na Inglaterra, encontrando forte oposição do rei Eduardo III.
Depois de atuar como juiz no processo de canonização de Ivo de Kermartin, ele arbitrou a disputa entre Bertrand du Pouget, cardeal-legado em Bolonha, e os habitantes daquela cidade. Em seguida, participou do julgamento de Francesco degli Ordelaffi da Forlì em 1346.
Antes de sua morte, ele passou suas posses para seu irmão Pierre, deão de Saint-Germain-l'Auxerrois, e após morrer em 1º de dezembro de 1352, foi enterrado no mosteiro cartuxo de Villeneuve-lès-Avignon.